# یواس-بنگلا ایرلاینز
یواس-بنگلا ایرلاینز (به انگلیسی: US-Bangla Airlines) یک شرکت هواپیمایی با کد یاتا BS است که در ۲۰۱۳ میلادی تأسیس شده و در ۱۷ ژوئیه ۲۰۱۴ فعالیتش را آغاز کرده‌است. قطب یواس-بنگلا ایرلاینز در فرودگاه بین‌المللی شاه‌جلال قرار دارد.